# 中型圆方蟹
中型圆方蟹（学名：Cyclograpsus intermedius）为方蟹科圆方蟹属的动物。分布于日本、朝鲜、印度洋、台湾岛等地，生活环境为海水，常栖息于高潮线的石下或卵石间。